# Francesc Josep Dewandre
Francesc Josep Dewandre (nascut a Lieja el 14 de novembre de 1758 i mort a la mateixa ciutat el 29 de juny de 1835) fou un arquitecte i escultor liegès. Son fill, Enric Dewandre, agregat de dret va tenir un paper a la construcció del jove estat de Bèlgica després del 1830.

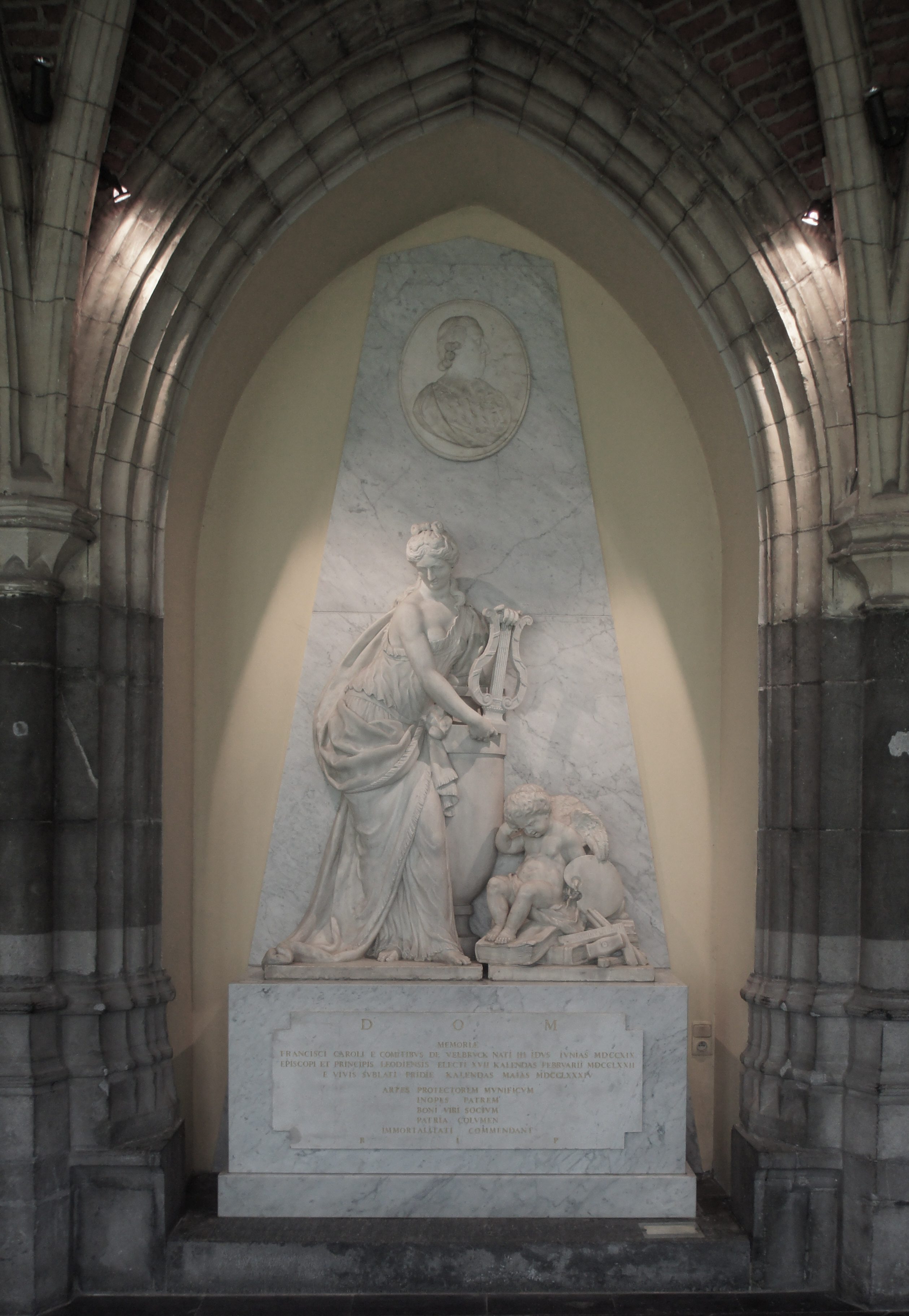
Mausoleu de Francesc Carl de Velbrück, actualment al claustre de la Catedral de Sant Pau i de Sant Lambert

És un deixeble de Guillem Evrard. Va ser director de l'Academia de les Belles Arts de Lieja. Un dels seus deixebles més coneguts són Lluís Jehottte i Lluís Eugeni Simonis. Va obtenir el Prix de Rome d'escultura el 1783.
Durant l'ocupació francesa del Principat de Lieja va esdevenir primer tenint del batlle i va proposar de construir un teatre al lloc de la catedral de Sant Lambert que s'estava derrocant.

## Obra
- Mausoleu del príncep-bisbe Francesc Carles de Velbrück